# العلاقات البرازيلية البوتانية
العلاقات البرازيلية البوتانية هي العلاقات الثنائية التي تجمع بين البرازيل وبوتان.

## مقارنة بين البلدين
هذه مقارنة عامة ومرجعية للدولتين:
| وجه المقارنة                                              | البرازيل | بوتان          |
| --------------------------------------------------------- | --- | -------------- |
| المساحة (كم2)                                             | 8.52 مليون | 38.39 ألف      |
| عدد السكان (نسمة)                                         | 202.66 مليون | 807.61 ألف     |
| الكثافة السكانية (ن./كم²)                                 | 23.79 | 21.04          |
| العاصمة                                                   | برازيليا، ريو دي جانيرو | تيمفو          |
| اللغة الرسمية                                             | برتغالية برازيلية، Brazilian Sign Language ‏ | لغة دزونكا     |
| العملة                                                    | ريال برازيلي، كروزيرو ريال برازيلي ‏، كروزيرو البرازيلية (1990–1993)، البرازيلي كروزادو نوفو، كروزادو برازيلي، cruzeiro ‏، كروزيرو البرازيلية (1942–1967)، الريال البرازيلي (قديم) | نغولترم بوتاني |
| الناتج المحلي الإجمالي (بليون دولار)                      | 2.06 تريليون | 2.51 مليار     |
| الناتج المحلي الإجمالي (تعادل القوة الشرائية) بليون دولار | 3.22 تريليون | 6.49 مليار     |
| الناتج المحلي الإجمالي الاسمي للفرد دولار أمريكي          | 8.54 ألف | 2.66 ألف       |
| الناتج المحلي الإجمالي للفرد دولار أمريكي                 | 15.89 ألف | 7.82 ألف       |
| مؤشر التنمية البشرية                                      | 0.754 | 0.605          |
| رمز المكالمات الدولي                                      | +55 | +975           |
| رمز الإنترنت                                              | .br | .bt            |
| المنطقة الزمنية                                           | | ت ع م+06:00    |

## منظمات دولية مشتركة
يشترك البلدان في عضوية مجموعة من المنظمات الدولية، منها:
| علم المنظمة | اسم المنظمة                        | تاريخ انضمام البرازيل | تاريخ انضمام بوتان |
| ----------- | ---------------------------------- | --------------------- | ------------------ |
|             | الاتحاد البريدي العالمي            | ?                     | ?                  |
|             | يونسكو                             | 4 نوفمبر 1946         | 13 أبريل 1982      |
|             | البنك الدولي للإنشاء والتعمير      | 14 يناير 1946         | 28 سبتمبر 1981     |
|             | وكالة ضمان الاستثمار متعدد الأطراف | 7 يناير 1993          | 21 أكتوبر 2014     |
|             | الاتحاد الدولي للاتصالات           | 4 يوليو 1877          | 15 سبتمبر 1988     |
|             | مؤسسة التمويل الدولية              | 31 ديسمبر 1956        | 1 ديسمبر 2003      |
|             | منظمة الشرطة الجنائية الدولية      | ?                     | ?                  |
|             | الأمم المتحدة                      | 24 أكتوبر 1945        | 21 سبتمبر 1971     |
|             | مؤسسة التنمية الدولية              | 15 مارس 1963          | 28 سبتمبر 1981     |
|             | منظمة حظر الأسلحة الكيميائية       | ?                     | ?                  |

## وصلات خارجية
- موقع وزارة الخارجية البرازيلية
- موقع وزارة الخارجية البوتانية